# Justitia (Kampmann)

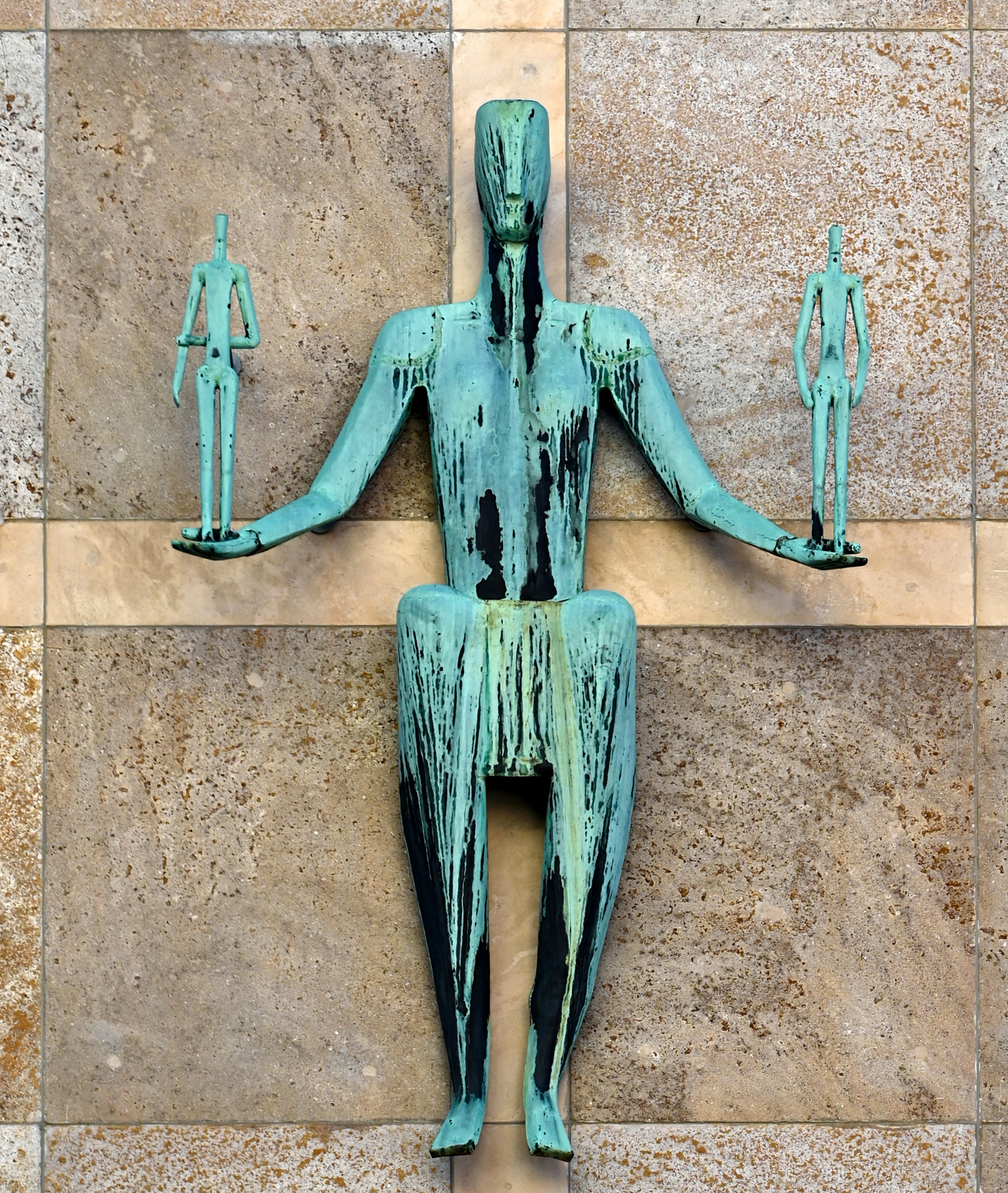
Justitia

Die Justitia des Künstlers Bodo Kampmann ist eine aus Kupfer getriebene, überlebensgroße Statue, die dieser 1956 im Auftrag von Fritz Bauer, Generalstaatsanwalt, schuf. Die allegorische Darstellung der Göttin der Gerechtigkeit wurde am 8. März 1956 an einer Außenwand des Neubaus des Landgerichts Braunschweig angebracht.

## Beschreibung
Die – typisch für Kampmanns Arbeiten – in Form und Ausdruck stark reduzierte Statue ist 3 m hoch, maximal 1,70 m breit und wurde in mehreren Teilen aus 1,5 mm Kupferblech getrieben und anschließend zusammengefügt. Das der Witterung ausgesetzte Kupfer hat eine ungleichmäßige Patina.
Ungewöhnlich an seiner Interpretation der Justitia ist, dass er seine Justitia, anders als seit der Antike, vor allem aber seit dem Mittelalter üblich, ohne ihre klassischen Attribute Augenbinde, Waage und Richtschwert darstellt. Stattdessen blickt die Figur den Betrachter ausdruckslos an, wobei sie zwei kleine, aufrecht stehende Menschen – gleich einer Waage – in den Händen ihrer nach beiden Seiten abgewinkelten Arme hält. Auch die Menschenabbilder, von denen eines die Arme am Körper hängen lässt, während das andere, vom Betrachter aus links stehend, einen Arm hinter dem Körper verschränkt, sind stark stilisiert, augen- und ausdrucklos. Kampmann stellt seine Justitia als die das Geschick des Menschen Abwägende dar.
Im Gegensatz zur üblichen Bildsprache, die Augenbinde zur Verdeutlichung, Recht ohne Ansehen der Person, also unparteiisch zu sprechen, die Waage als Symbol sorgfältiger Abwägung der Sachlage und schließlich das (Richt-)Schwert für die nötige Härte und Durchsetzungskraft des Rechts, hatte Kampmann auf all dies verzichtet und seine Justitia als empathische, schlichtende Institution interpretiert.
In einem Artikel, den Generalstaatsanwalt Fritz Bauer 1957, also relativ bald nach der Fertigstellung des Kampmannschen Kunstwerks, in einer Zeitschrift veröffentlichte, beschrieb er die Skulptur folgendermaßen:

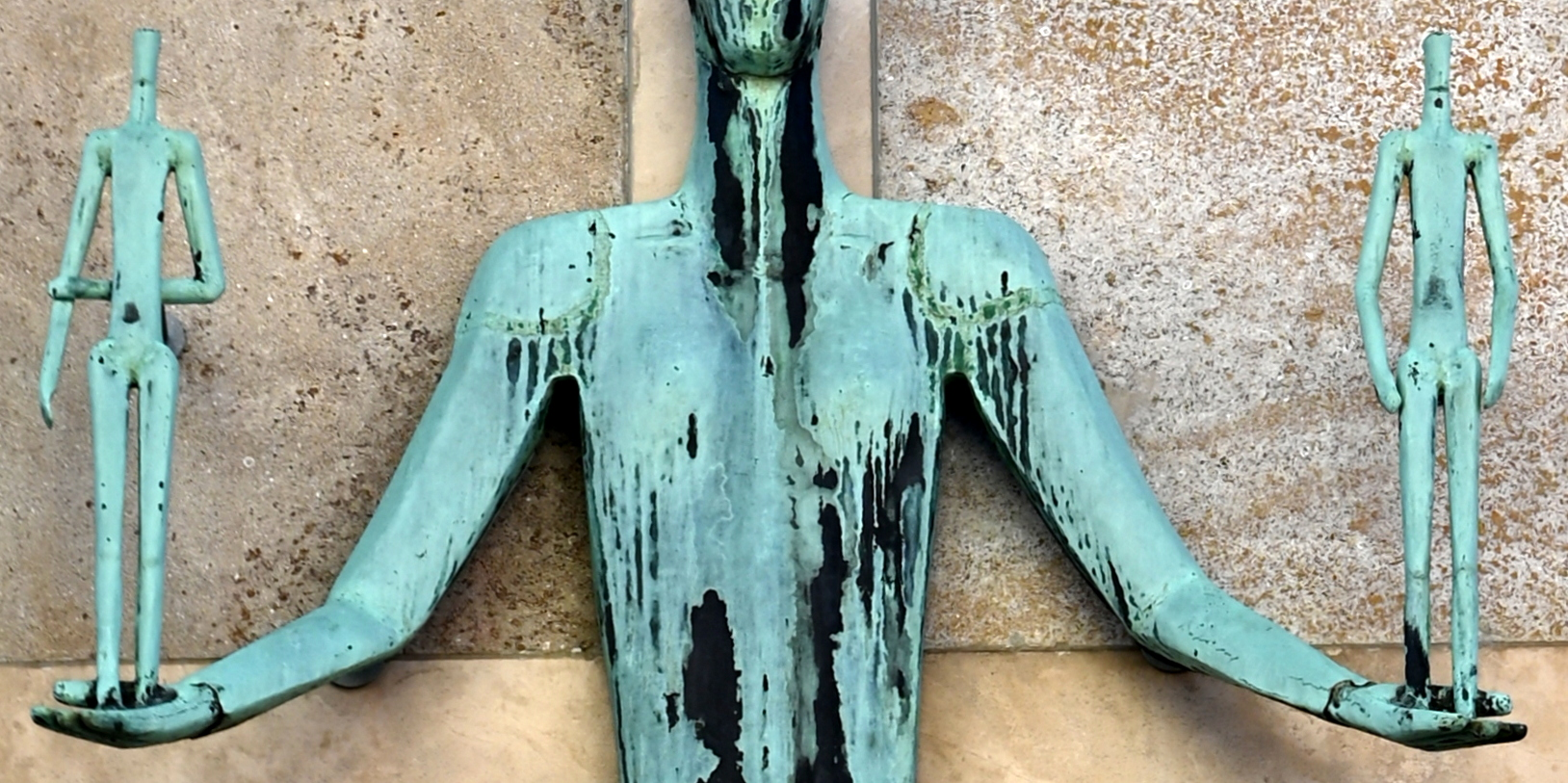
Zwei Menschen in den Händen der Justitia

„Die „Justitia“ ist nicht schön, sagen einige Braunschweiger. Sie meinen ihre äußere Schönheit. Es gibt aber auch die innere Schönheit derer, die um Wahrheit, Gerechtigkeit, Menschenliebe bemüht sind. Die „Justitia“ am Gebäude der Staatsanwaltschaft, die einen harten und herben Beruf hat, ist kein pin-up-girl, das sich als Miss Braunschweig um den Titel der Schönheitskönigin bewirbt. Die „Justitia“ ist stilisiert … Sie betont damit ihren überzeitlichen und ewigen, ihren „archetypischen“ Charakter. … Der Künstler hat ihr Schwert und Binde genommen. Der Richter, wie wir ihn heute sehen, ist Schlichter, nicht Henker. … Sie ist auch kein blinder und seelenloser Automat. … Sie selber ist als Waage gesehen und gestaltet … dem Künstler ging es um eine wesentliche Aussage, um eine Erkenntnis und ein Bekenntnis.“

## Geschichte

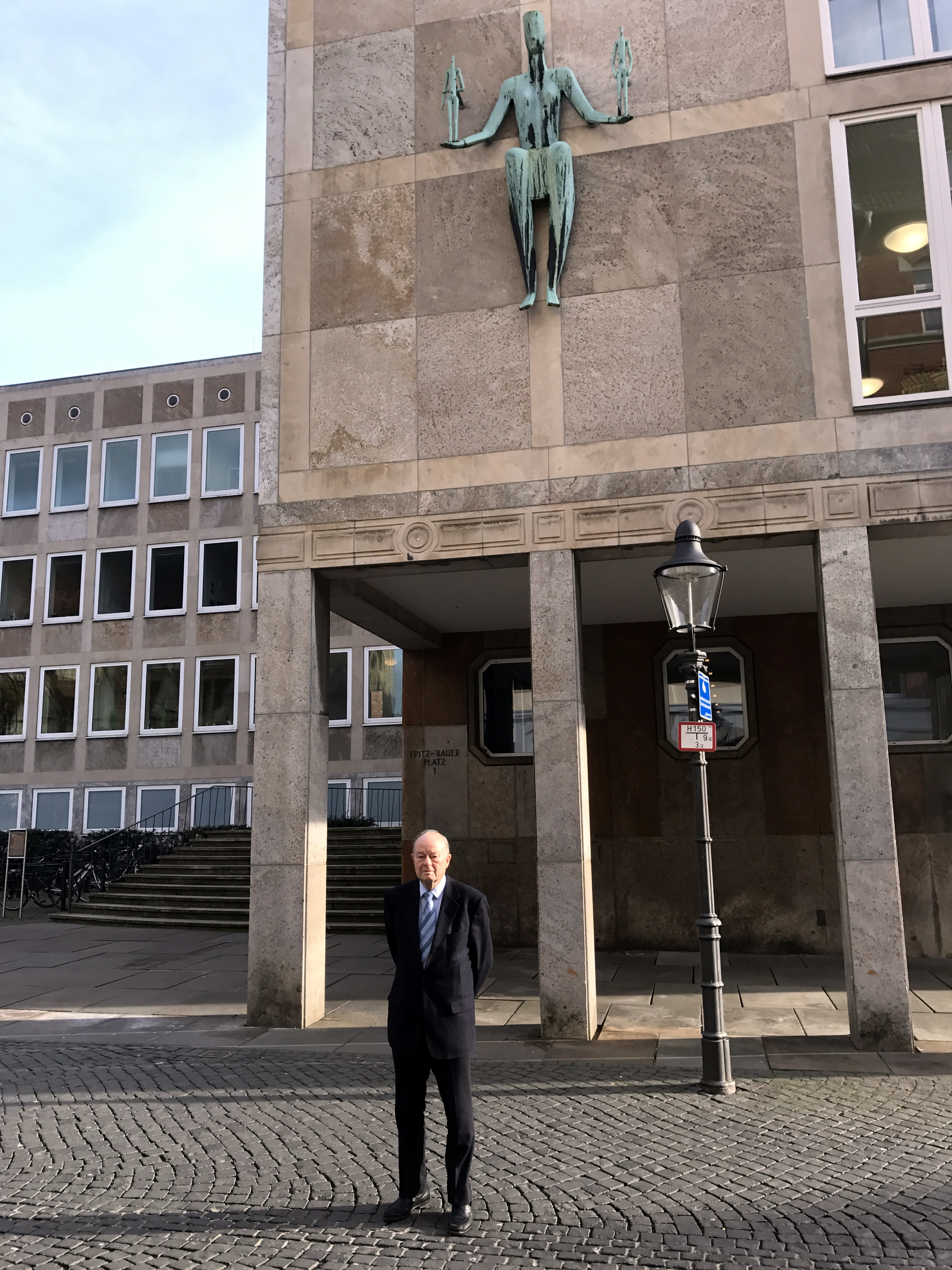
2017: Justitia nach der Umsetzung. Darunter Manfred Flotho, von 1990 bis 2001 Präsident des Oberlandesgerichts Braunschweig (Foto von Georg Ruppelt)

Fritz Bauer war seit 1949 in Braunschweig zunächst Landgerichtsdirektor des Landgerichts Braunschweig und seit 1950 Generalstaatsanwalt am Oberlandesgericht Braunschweig. Bauer wurde innerhalb weniger Jahre zunächst in Deutschland, dann weltweit als Strafankläger und brillanter Jurist bekannt. 1952 vertrat er die Anklage im Remer-Prozess, der in Braunschweig stattfand. Weltweit bekannt wurde er einige Jahre später als Anklagevertreter in den Auschwitzprozessen und als eine der wichtigsten Personen bei der weltweiten Suche nach SS-Obersturmbannführer Adolf Eichmann, Leiter des Eichmann- oder Judenreferats.
Anfang der 1950er Jahre entstand in der Braunschweiger Innenstadt, nur wenige Meter gegenüber dem Dom auf dessen Südseite, der Neubau für die Generalstaatsanwaltschaft.
Bodo Kampmann war 1954 einem Ruf der Werkkunstschule Braunschweig (die spätere Hochschule für Bildende Künste) gefolgt und hatte die Professur für Metallplastik und Design angenommen.
Kampmann arbeitete zusammen mit seinem Assistenten Burchard Warnecke an der Statue. Sowohl Justitia als auch die beiden Menschen sind hohl und deshalb innen mit Versteifungen versehen, um ihnen Stabilität zu geben. Während der Arbeiten kam Fritz Bauer gelegentlich ins Atelier, um mit Kampmann über die künstlerische Ausgestaltung zu diskutieren.

### Rezeption
Unmittelbar nach der Anbringung der Kampmann-Justitia gab es vehemente Empörung, die sich vor allem in Leserbriefen an die Braunschweiger Zeitung entlud. Darin äußerten Kritiker in erster Linie Unverständnis angesichts der „modernen“ und „unweiblichen“ Darstellung.

### Umsetzung

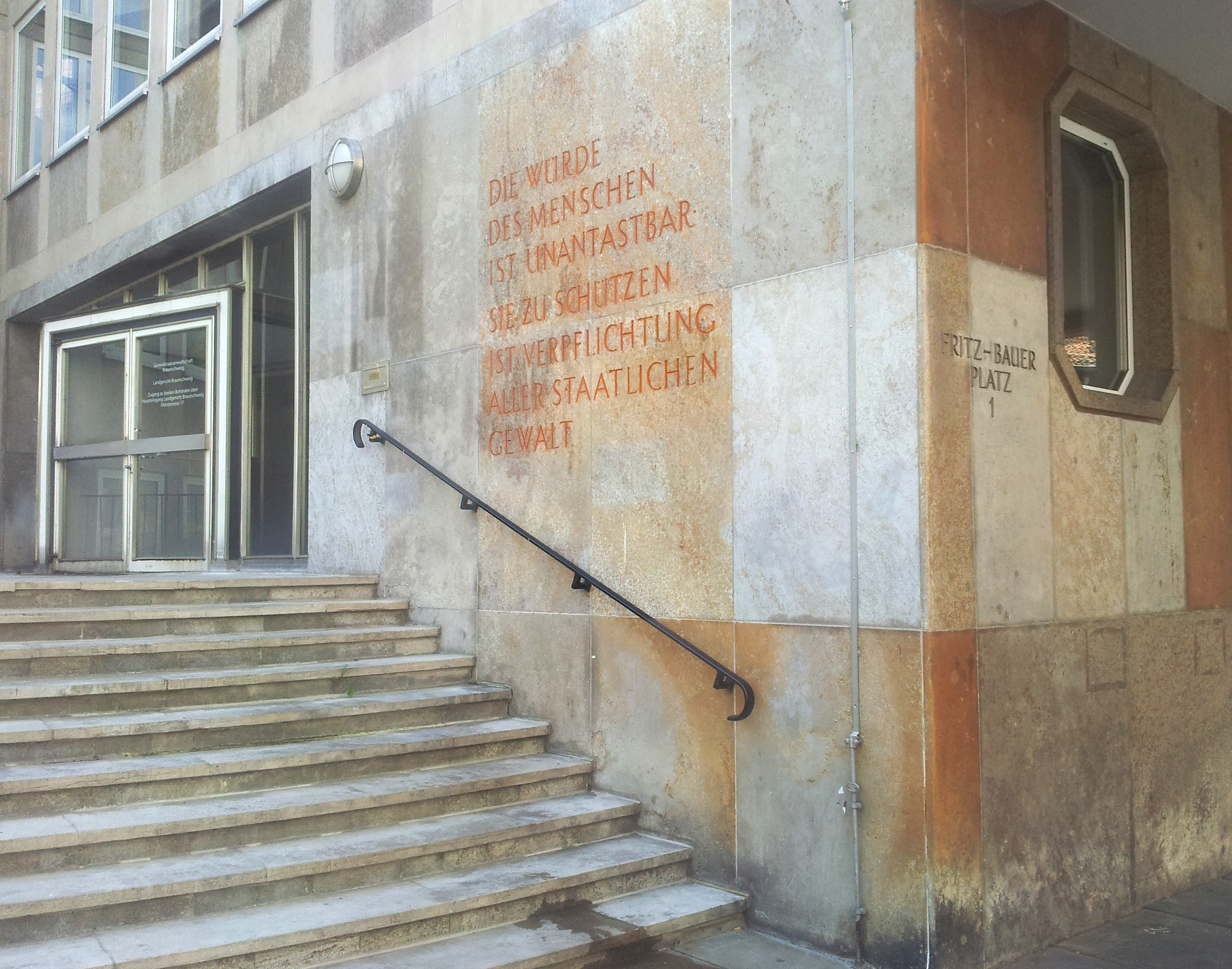
Treppenaufgang zum Landgericht am Domplatz: Die Würde des Menschen ist unantastbar …

Kampmanns Skulptur wurde am 8. März 1956 in 10–12 m Höhe ursprünglich an der Westseite des neuen Landesgerichts montiert. Aufgrund der hohen Anbringung war sie in der Regel außerhalb des Sichtfeldes der Passanten und fand dadurch geringe Beachtung, was bereits damals in der Braunschweiger Zeitung bemängelt wurde.
Über 50 Jahre später wurde in Braunschweig intensiv darüber diskutiert, Leben und Wirken Fritz Bauers in der Stadt für die Öffentlichkeit deutlicher darzustellen. So entstand u. a. die Idee, die Plastik an anderer Stelle und in geringerer Höhe zu platzieren, damit sie besser sichtbar werde. Anfang November 2013 wurde Justitia schließlich von der West- auf die Nordseite und in geringer Höhe umgesetzt.

## Die Würde des Menschen ist unantastbar …
Auf Initiative Fritz Bauers wurde während seiner Amtszeit in Braunschweig auch am Eingang zum Landgericht der 1. Satz des 1. Absatzes von Artikel 1 des Grundgesetzes für die Bundesrepublik Deutschland in leicht abgewandelter Form angebracht. Die Inschrift lautet:

„Die Würde des Menschen ist unantastbar. Sie zu schützen ist Verpflichtung aller staatlichen Gewalt.“

Das Original aus Art. 1 Abs. 1 GG lautet geringfügig anders:

„Die Würde des Menschen ist unantastbar. Sie zu achten und zu schützen ist Verpflichtung aller staatlichen Gewalt.“